# Anri Dżochadze
Anri Dżochadze (gruz. ანრი ჯოხაძე; ur. 6 listopada 1980 w Tbilisi) – gruziński piosenkarz o 4-oktawowym głosie. Nazywany Złotym Głosem Gruzji.

## Życiorys
W wieku czterech lat rozpoczął naukę śpiewu. Występował w wielu konkursach i koncertach w Gruzji i za granicą. W wieku 11 lat wstąpił do dziecięcego zespołu teatralnego. Ukończył studia wokalistyczne na Akademii Sztuk Pięknych w Tbilisi. Jest autorem piosenek, scenarzystą wideoklipów oraz producentem młodych wokalistów. Jest laureatem festiwali, m.in. Raduga Kawkaza 2000, Warna 2003, Astana 2004czy More druziw Jałta-Kyjiw tranzyt 2005.
W 2008 wystąpił jako chórzysta Diany Ghurckaiej podczas 53. Konkursu Piosenki Eurowizji w Helsinkach. W 2011 wydał album pt. New Songs. W maju 2012, reprezentując Gruzję z utworem „I’m a Joker”, zajął 14. miejsce w półfinale 57. Konkursu Piosenki Eurowizji w Baku autorstwa Rusudana Czchaidzea i Bibiego Kwaczadzego.

## Dyskografia
Albumy studyjne
- Me mainc mowal (2005)
- I Appear on the Stage Again (2006)
- New Songs (2011)